# قارچ کرک‌دار
قارچ کرک‌دار (نام علمی: Mycena overholtsii) نام یک گونه از راسته قارچ‌های تیغک‌دار است.